# Thonmi Sambhota
Thonmi Sambhota (fl. VII secolo) fu uno studioso tibetano vissuto nella prima metà del VII secolo ed è ritenuto l’ideatore dell’alfabeto tibetano.

## Biografia
Thonmi Sambhota era al seguito dell'imperatore Songtsän Gampo, della dinastia Yarlung del Tibet centrale, ed è ritenuto l'ideatore dell'alfabeto tibetano, atto a fornire un sistema di scrittura alla lingua tibetana, che aveva avuto sino a quel momento una solida tradizione orale; questa si rivelò inadeguata quando il Dharma Buddhista iniziò a penetrare in Tibet e si dovette affrontare l'esigenza di diffondere i testi della dottrina buddhista in modo che il loro apprendimento fosse chiaro e inequivocabile. Sebbene la figura di Thonmi Sambhota non abbia evidenti basi storiche, è proprio durante il periodo in cui si presume sia vissuto, che sono attestate le prime traduzioni e trascrizioni di testi, per lo più di provenienza cinese ed indiana, in lingua tibetana per mezzo dell'alfabeto di nuova creazione.
La tradizione vuole che lo studioso abbia intrapreso, su richiesta del suo mecenate Songtsän Gampo, viaggi di studio in India, Nepal e forse in Kashmir, che confinava con le regioni più occidentali delle terre tibetane, dove si trovavano gli antichi regni di Guge e Shangshung. Un opuscolo del Sikkim Research Institute of Tibetology riporta come probabili archetipi dell'alfabeto tibetano i simboli grafematici Akshara dell'alfabeto Brahmi e quelli Varnamala dell'alfabeto sanscrito, anche se è legittimo avanzare l'ipotesi che il modello assunto da Sambhota sia l'alfabeto Licchavi in uso in quel periodo nella vicina valle di Kathmandu, i cui caratteri usati per scrivere il sanscrito, sono sorprendentemente simili a quelli elaborati per l'alfabeto tibetano.
Le fonti storiche attestano che le relazioni della corte tibetana con la dinastia Licchavi nepalese e la successiva dinastia (Valle di Katmandu), furono costanti e proficue, annoverando una vasta gamma di interessi commerciali, religiosi e culturali. Moderni e recenti studi sul Tibet pre-buddhista, sul regno di Guge e lo Shang Shung, indicano nei caratteri Tagzik Pungyik (una scrittura influenzata dal persiano) l'origine della scrittura elaborata da Thonmi Sambhota (I principali stili sviluppati e resi popolari furono Üchen, Ümed, Tsugyik, Druma e Khyugyik).
Una delle due regine consorti del primo imperatore del Tibet, Songtsän Gampo, (l'altra fu la principessa cinese Wencheng, nipote dell'imperatore Taizong della dinastia Tang), fu Brikuti Devi, figlia di Amshuvarma, correggente e successore di Shivadeva I. L'unione avvenne tra il 624 e il 632 (le fonti nepalesi e tibetane presentano spesso discrepanze nelle datazioni dovute al diverso computo degli anni causato dalle differenti ere di riferimento), proprio nel periodo in cui Thonmi Sambhota forgiava il nuovo alfabeto. Indicate dalla storiografia tibetana come patrocinatrici dell'introduzione del culto buddhista nella corte imperiale tibetana, le due principesse ebbero un non trascurabile impatto intellettuale e cultuale sulla società tibetana, a quel tempo ancora animista, legata al culto delle tombe reali e connessa allo sciamanesimo e al proto buddhismo Bön.
I primi testi buddhisti tradotti in tibetano risalgono presumibilmente al 625 e furono il frutto dello sforzo congiunto di gruppi formati da studiosi bilingui indiani e tibetani. La scelta di un sistema grafico modellato sul sanscrito è rivelatore circa il rapporto privilegiato che la corte tibetana volle instaurare con la cultura e la religione della sfera indiana, piuttosto che con quella cinese, il cui sistema di scrittura sarebbe stato più consono per scrivere la lingua tibetana che, come la cinese, è formata prevalentemente da dittonghi, appartenendo entrambe al gruppo sinotibetano.
Il lavoro di traduzione dei testi Buddhisti impegnò stuoli di studiosi e traduttori per almeno cinque secoli e la definitiva sistematizzazione dell'ortografia e della grammatica tibetana, assai dotta peraltro, fu raggiunta all'inizio del IX secolo, permettendo la comprensione e la diffusione in Tibet di commentari ed esposizioni dei grandi maestri indiani come Nāgārjuna, Āryadeva, Asaṅga, Vasubhandu, Dignaga e Dharmakirti.
Questo incessante lavoro di traslazione delle scritture buddhiste diede vita all'imponente corpo testuale presente nelle raccolte tibetane, che offrono la più ingente ed esaustiva selezione di testi sacri buddhisti del mondo.
Vi è da rimarcare solo un ultimo passo che consiste nella forma meccanica in cui i testi furono stampati e che si avvalse della tecnica di derivazione cinese della xilografia, stampa ottenuta mediante matrici in legno incise. Da questo dettaglio si desume che fu inevitabile la penetrazione in Tibet della millenaria cultura cinese e la storia riferisce di un complesso rapporto di attrazione e repulsione tra questi due popoli. In campo religioso le relazioni furono pacifiche e proficue, lo scambio di testi e di personalità monastiche continuò ininterrotto fino all'inizio del secolo scorso. Non vi è alcun dubbio che la tradizione cinese sia riuscita ad imprimere un marchio indelebile alla diffusione della Dottrina buddhista nel Paese delle Nevi.